# 俺なんでもいいし/カバ
「俺なんでもいいし/カバ」（おれなんでもいいし/カバ）は、日本のバンドマイナスターズの1枚目のシングルである。2005年7月27日発売。発売元はEMIミュージック・ジャパン。

## 概要
- シングルとしては、2018年現在唯一の作品。
- PVは「カバ」のみ作られている。監督はMASAO。
- カップリングの「動物メドレー　キャメル～ひつじ～バッファロー」では、アルバム『ネガティブハート』収録時には無かったミタムラさんのツッコミが新たに追加されている。ただし、「カバ」と「しまうま」ではミタムラさんのツッコミは入っておらず、ヘローの歌のみとなっている。
- 「俺なんでもいいし」「カバ」「しまうま」は『ネガティブハート』には収録されていないため、2018年現在このシングルでしか聴く事は出来ない。

## 収録曲
1. 俺なんでもいいし(4:03)
作詞：ヘロー、作曲：今井千尋
マイナスターズが公式にCDで発表している曲の中で収録時間が4分を超えているのは、本曲と『ネガティブハート』に収録されている「待ちわびて」のみ。
作曲を務めた今井は、『ネガティブハート』収録の「トイレこの先 左なの」でも作曲を務めている。
曲の内容はヘローが「俺はなんでもいい」と言いつつ、メンバーに食事をする場所や2軒目はどこへ行くのかを尋ねるのだが、言葉の端々で「寿司が食べたい」「帰りたい」などと言ってしまい、結局最終的にはメンバーの意見を全否定して自分の意見を押し通してしまうというもの。なお、曲の冒頭はさまぁ～ず2人の会話で始まっており、この会話が直後に始まる曲の伏線となっている。
2. カバ(0:45)
作詞：ヘロー、作曲：ヘルマンネッケ
3. しまうま(1:36) 
作詞：ヘロー、作曲：ヘルマンネッケ
4. 動物メドレー　キャメル～ひつじ～バッファロー(2:11)
作詞：ヘロー、作曲：ヘルマンネッケ

## 収録アルバム
- オリジナル『ネガティブハート』（2005年1月19日）
「バッファロー」「ひつじ」「キャメル」が収録されているが、バージョン違い（本シングルのようにメドレーではなく1曲ずつ収録されており、また上述にもあるようにミタムラさんのツッコミが入っていない。このため、ミタムラさんのツッコミが入っているバージョンは本シングルでしか聴く事は出来ない）。